# مشعل‌های نرون
مشعل‌های نرون (انگلیسی: Nero's Torches) یک نقاشی ۱۸۷۶ توسط هنرمند لهستانی هنریک شمیراتسکی است.

## شرح
این تصویر گروهی از شهدای مسیحیت اولیهشهید در مسیحیت را به تصویر می‌کشد که قرار است به عنوان عاملان ادعایی آتش‌سوزی بزرگ روم در دوران سلطنت امپراتور نرون، زنده زنده سوزانده شوند. در سال ۶۴ م. مردم از بسیاری از حوزه‌های اجتماعی مختلف، از جمله خود امپراتور، برای تماشای آتش‌سوزی که در مقابل خانه طلا (Domus Aurea) رخ می‌دهد، حضور دارند. این موتیف بر اساس توصیفات سوئتونیوس و تاسیتوس (تاریخ‌نگار) است. نکته قابل توجه این است که تابلوهایی که به پای محکومان نصب شده‌است، جنایات ادعایی آنها را فهرست کرده و الکسامنوس گرافیتو را نشان می‌دهد.